# غونار نيلسن (طابع حروف)
غونار نيلسن (بالدنماركية: Gunnar Nielsen)‏ هو طابع حروف ‏ دنماركي، ولد في 25 مارس 1928 في كوبنهاغن في الدنمارك، وتوفي بنفس المكان في 29 مايو 1985 بسبب ابيضاض الدم.

## وصلات خارجية
- غونار نيلسن على موقع أوليمبيديا (الإنجليزية)